# حصار غرم خان
حصار غرم خان (بالفارسية: حصار گرم‌خان) هي مدينة تقع في إيران في Garmkhan District. يقدر عدد سكانها بـ 716 نسمة .